# کاروانسرای انوشیروان (اصفهان)
کاروانسرای انوشیروان مربوط به دوره صفوی است و در شهرستان اصفهان، فلکه دانشگاه صنعتی واقع شده و این اثر در تاریخ ۳۰ تیر ۱۳۸۴ با شمارهٔ ثبت ۱۲۱۰۱ به‌عنوان یکی از آثار ملی ایران به ثبت رسیده‌است.